# Белокатайский район
Белоката́йский райо́н (баш. Балаҡатай районы) — административно-территориальная единица (район) и муниципальное образование (муниципальный район) в её границах под наименованием муниципальный район Белокатайский район (баш. Балаҡатай районы муниципаль районы) в составе Республики Башкортостан Российской Федерации.
Административный центр — село Новобелокатай

## География
Район находится в северо-восточной части Башкортостана. С запада и юго-запада граничит с Мечетлинским и Кигинским районами Башкортостана, с востока с Нязепетровским и Кусинским районами Челябинской области, с севера с Артинским городским округом Свердловской области. Площадь составляет 3037 км².
Территория района расположена в междуречье Уфы и нижнего течения Ая, на высоте 300—400 м над уровнем моря и сильно расчленена речными долинами и логами. Восточная часть занята системой передовых хребтов западного склона Урала. Преобладают серые и тёмно-серые лесные почвы, а в юго-восточной части — серые и тёмно-серые горно-лесные почвы. Распространены смешанные леса, занимающие 46,8 % территории района. Организованы Карлыхановский и Белокатайский заказники.
На территории района выявлены залежи песчаников (Новобелокатайское), кирпичной глины (Атаршинское), песка, песчано-гравийных материалов (Карлыхановское). Площадь сельскохозяйственных угодий 124,7 тыс. га (41,1 % территории района), из них пашни 84,2, сенокосов 17,2, пастбищ 23,3 тыс. га. Сложившаяся специализация сельского хозяйства: скотоводческо-зерновая с развитым свиноводством. Имеющиеся ресурсы леса: (128,4 тыс. га с запасами древесины 18,5 млн м³, в том числе хвойных пород — 2,5 млн м³) используются Карлыхановским леспромхозом, Ургалинским и Кадыровским лесозаготовительными участками.
Протекают крупные реки Ай, Большой и Малый Ик, Вас-Елга. В районе располагается крупнейшее Белокатайское водохранилище.

## История
Район образован 20 августа 1930 года, когда, согласно постановлению президиума ВЦИК, было ликвидировано разделение Башкирской АССР на кантоны и образовано 48 районов. Центром района стало село Старо-Белокатай.
В состав района вошли:
- Старо-Белокатайская волость за исключением с. Ласточка
- Емашинская волость за исключением селений Верхне-Бобино, Нижне-Бобино, Мало-Усть-Икинское, Ватолинское, Крючковка, Болыне-Усть-Икинское, СукташЕлга, Ново-Муслюмово
- селения комм. «Восход», Черный Ключ, Акбай, Нижне-Леваль, ВерхнеЛеваль, Тардавка, Юдинское Дуван-Мечетлинской волости
- Айлинская волость за исключением селений Большие Тугузлы, Идрисово, Шуляма, Арасланово, Н.-Лопас, Кулбаево, хут. Молина, Асылгужино, хут. Тукачева, Рождественское, хут. Волгепре, Абдрезяк, Сюрюбай, Анферово, Павлово, Кульбаково, Никольское, х. Меньшикова, Петрушкино, Покровка, х. Обухове, М.-Петрушкино, х. Смертина, х. Соколова, Токтарово, х. Титова[5].

1 февраля 1963 года Белокатайский и Мечетлинский районы были объединены в один с названием Белокатайский. В 1965 году Белокатайский район восстановлен в современных границах.

## Население
| 1989    | 2002    | 2008    | 2009    | 2010    | 2012    | 2013    | 2014    | 2015    |
| ------- | ------- | ------- | ------- | ------- | ------- | ------- | ------- | ------- |
| 21 999  | ↗22 623 | ↘21 536 | ↘21 285 | ↘20 169 | ↘19 684 | ↘19 329 | ↘19 079 | ↘18 722 |
| 2016    | 2017    | 2021    |         |         |         |         |         |         |
| ↘18 502 | ↘18 389 | ↘17 992 |         |         |         |         |         |         |

### Национальный состав
Согласно Всероссийской переписи населения 2010 года: русские — 49,6 %, башкиры — 43,6 %, татары — 5,4 %, лица других национальностей — 1,4 %.
По итогам Всероссийской переписи населения 2020 проживали следующие национальности (национальности менее 0,1 % и другое см. в сноске к строке «Другие»):
| Национальность | Численность, чел. | Доля     |
| -------------- | ----------------- | -------- |
| Русские        | 8750              | 48,63 %  |
| Башкиры        | 8479              | 47,13 %  |
| Татары         | 537               | 2,98 %   |
| Азербайджанцы  | 28                | 0,16 %   |
| Украинцы       | 22                | 0,12 %   |
| Другие         | 176               | 0,98 %   |
| Итого          | 17 992            | 100,00 % |

### Языковой состав
Согласно Всероссийской переписи населения 2010 года родными языками населения являлись:
русский — 52,1 %, башкирский — 42 %, татарский — 4 %.
Согласно Всероссийской переписи населения 2020 года родными языками населения являлись:
русский — 51,6 %, башкирский — 45,3 %, татарский — 2,2 %.

## Административное деление
В Белокатайский район как административно-территориальную единицу республики входит 13 сельсоветов.
В одноимённый муниципальный район в рамках местного самоуправления входит 13 муниципальных образований со статусом сельского поселения:
| №     | Муниципальное образование    | Административный центр | Количество населённых пунктов | Население (чел.) | Площадь (км²) |
| ----- | ---------------------------- | ---------------------- | ----------------------------- | ---------------- | ------------- |
| 1e-06 | Сельское поселение           |                        |                               |                  |               |
| 1     | Атаршинский сельсовет        | село Атарша            | 5                             | ↘612             |               |
| 2     | Белянковский сельсовет       | село Белянка           | 8                             | ↘1532            |               |
| 3     | Емашинский сельсовет         | село Емаши             | 2                             | ↗983             |               |
| 4     | Карлыхановский сельсовет     | село Карлыханово       | 4                             | ↘1492            |               |
| 5     | Майгазинский сельсовет       | село Майгаза           | 3                             | ↘856             |               |
| 6     | Нижнеискушинский сельсовет   | село Нижний Искуш      | 3                             | ↘554             |               |
| 7     | Новобелокатайский сельсовет  | село Новобелокатай     | 2                             | ↗6255            |               |
| 8     | Ногушинский сельсовет        | село Ногуши            | 1                             | ↗571             |               |
| 9     | Старобелокатайский сельсовет | село Старобелокатай    | 2                             | ↘1006            |               |
| 10    | Тардавский сельсовет         | деревня Левали         | 3                             | ↘351             |               |
| 11    | Ургалинский сельсовет        | село Ургала            | 6                             | ↘2223            |               |
| 12    | Утяшевский сельсовет         | деревня Нижнеутяшево   | 4                             | ↘902             |               |
| 13    | Яныбаевский сельсовет        | село Яныбаево          | 3                             | ↘1052            |               |

### Населённые пункты
| №  | Населённый пункт | Тип     | Население | Муниципальное образование    |
| -- | ---------------- | ------- | --------- | ---------------------------- |
| 1  | Абсалямово       | деревня | ↘244      | Ургалинский сельсовет        |
| 2  | Айгырьял         | деревня | ↘188      | Яныбаевский сельсовет        |
| 3  | Айдакаево        | деревня | ↘336      | Карлыхановский сельсовет     |
| 4  | Апутово          | село    | ↘274      | Утяшевский сельсовет         |
| 5  | Атарша           | село    | ↘375      | Атаршинский сельсовет        |
| 6  | Ашаево           | деревня | ↘233      | Белянковский сельсовет       |
| 7  | Белянка          | село    | ↘853      | Белянковский сельсовет       |
| 8  | Васелга          | деревня | ↘178      | Майгазинский сельсовет       |
| 9  | Верхнеутяшево    | деревня | ↘248      | Утяшевский сельсовет         |
| 10 | Верхний Искуш    | село    | ↘109      | Нижнеискушинский сельсовет   |
| 11 | Восход           | деревня | ↘66       | Тардавский сельсовет         |
| 12 | Емаши            | село    | ↘1025     | Емашинский сельсовет         |
| 13 | Кадырово         | деревня | ↘128      | Атаршинский сельсовет        |
| 14 | Карантрав        | село    | ↘264      | Ургалинский сельсовет        |
| 15 | Карлыханово      | село    | ↘1343     | Карлыхановский сельсовет     |
| 16 | Каюпово          | деревня | ↘122      | Белянковский сельсовет       |
| 17 | Кирикеево        | деревня | ↘310      | Белянковский сельсовет       |
| 18 | Красный Муравей  | деревня | ↘41       | Атаршинский сельсовет        |
| 19 | Красный Пахарь   | деревня | ↘130      | Утяшевский сельсовет         |
| 20 | Кургашка         | деревня | ↘13       | Карлыхановский сельсовет     |
| 21 | Левали           | деревня | ↘314      | Тардавский сельсовет         |
| 22 | Майгаза          | село    | ↘672      | Майгазинский сельсовет       |
| 23 | Медятово         | деревня | ↘192      | Майгазинский сельсовет       |
| 24 | Морозовка        | деревня | ↘63       | Ургалинский сельсовет        |
| 25 | Мунасово         | деревня | ↘123      | Яныбаевский сельсовет        |
| 26 | Нижнеутяшево     | деревня | ↘420      | Утяшевский сельсовет         |
| 27 | Нижний Искуш     | село    | ↘394      | Нижнеискушинский сельсовет   |
| 28 | Новая Маскара    | село    | ↘119      | Белянковский сельсовет       |
| 29 | Новобелокатай    | село    | ↘5830     | Новобелокатайский сельсовет  |
| 30 | Ногуши           | село    | ↗571      | Ногушинский сельсовет        |
| 31 | Перевоз          | деревня | ↘6        | Белянковский сельсовет       |
| 32 | Сандалашка       | деревня | →0        | Карлыхановский сельсовет     |
| 33 | Соколки          | село    | ↘256      | Новобелокатайский сельсовет  |
| 34 | Сосновка         | деревня | ↘25       | Атаршинский сельсовет        |
| 35 | Сосновый Лог     | деревня | ↘125      | Нижнеискушинский сельсовет   |
| 36 | Старая Маскара   | деревня | ↘120      | Белянковский сельсовет       |
| 37 | Старобелокатай   | село    | ↘825      | Старобелокатайский сельсовет |
| 38 | Тардавка         | село    | ↘89       | Тардавский сельсовет         |
| 39 | Ураково          | деревня | ↘173      | Атаршинский сельсовет        |
| 40 | Ургала           | село    | ↘1672     | Ургалинский сельсовет        |
| 41 | Хайбатово        | деревня | ↘143      | Ургалинский сельсовет        |
| 42 | Шайдала          | деревня | ↘48       | Белянковский сельсовет       |
| 43 | Шакарла          | село    | ↘331      | Старобелокатайский сельсовет |
| 44 | Шигаевка         | деревня | ↗44       | Емашинский сельсовет         |
| 45 | Юлдашево         | деревня | ↘102      | Ургалинский сельсовет        |
| 46 | Яныбаево         | село    | ↘844      | Яныбаевский сельсовет        |

## Символика
На гербе и флаге в зелёном поле тамга башкирского рода катай (тамга в виде опрокинутой золотой дуги просечённой зеленью, из которой возникает серебряная с золотыми рогами лосиная голова, символизирующая животное рода бала-катай — лось («мышы»), в оконечности герба, кроме того, расположены три малые серебряные сосны без корней.

## Экономика
Автодороги Новобелокатай — Верхние Киги и Новобелокатай — Карлыханово — Большеустьикинское связывают район с автомобильными магистралями республиканского значения: Бирск — Сатка, Кропачёво — Ачит. В селе Новобелокатай раньше работал аэропорт, в данный момент используется только как площадка для санавиации.
В юго-восточной части района через село Ургала проложен газопровод. Также через это же село проходит участок бывшей Западно-Уральской железной дороги, относящийся к ЮУЖД.

## Социальная сфера
В районе 38 общеобразовательных школ, в том числе 12 средних, остальные являются основными и начальными, специальная (коррекционная) школа-интернат VIII вида, музыкальная школа, профессиональное училище, 21 массовая библиотека, 42 клубных учреждения, центральная районная и 3 участковых больницы. Издаётся районная газета на русском и башкирском языках «Новый Белокатай» — «Яңы Балаҡатай».